# Sami Callihan
Sam Johnston (nacido el 1 de septiembre de 1987) es un ex-luchador profesional estadounidense más conocido por el nombre de Sami Callihan en Impact Wrestling y Circuito independiente bajo el nombre de Jeremiah Snake. Anteriormente, firmó con la WWE, donde luchó en sus territorios de desarrollo NXT bajo el nombre de Solomon Crowe. 
Ha trabajado para varias promociones independientes en todo Estados Unidos. Encontró el mayor éxito en Combat Zone Wrestling (CZW), pero también ha luchado por Major League Wrestling, Dragon Gate, Evolve, Ring of Honor, Pro Wrestling Guerrilla, Full Impact Pro y All American Wrestling.

## Carrera

### Heartland Wrestling Association (2006–2011)
Poco después de su debut, Callihan se convirtió en miembro de la facción "The Crew", que también estaba formada por Jon Moxley, Dick Rick y Pepper Parks. Callihan comenzó a competir regularmente por la Heartland Wrestling Association y se enfrentó a luchadores como Chad Collyer y Nigel McGuinness.
El 28 de septiembre de 2008, compitió por el Campeonato de Peso Pesado de la HWA en un Triple Threat match, que también involucró a Drake Younger, pero perdió ante Jake Crist. El 26 de noviembre de 2008, fue eliminado por el campeón de peso pesado de HWA, Jake Crist, en el partido de eliminación del equipo de ocho hombres de Acción de Gracias. En una revancha el 1 de octubre de 2008, fue nuevamente derrotado por Jake Crist. En 2011, Callihan llegó a la final del primer torneo de la Copa Heartland contra Jake Crist.

### Circuitos independientes (2008-2013)
Callihan comenzó a luchar para IPW a lo largo de 2006 como "Cannonball Sami" hasta finales de 2006, cuando se sometió a un cambio de nombre a Sami Callihan. En 2007, en IPW Reign Of The Insane 6th Anniversary Show, Callihan logró ingresar al torneo de peso pesado súper junior de IPW 2007 superando a Dustin Rayz, xOMGx y Louis Linaris para clasificarse, pero perdió en la primera ronda contra Diehard. En 2008, Uprising Callihan comenzó a pelearse con el campeón de peso pesado junior de IPW, Billy Roc, después de un polémico doble pin en un partido de cuatro vías para el título, que también involucra a Ricochet y Shiima Xion.
El 29 de mayo de 2009, Callihan debutó para Pro Wrestling Syndicate en su evento Brawl For Paul , donde perdió un partido de cuatro vías, que también involucró a Xavier , Monsta Mack y al ganador Trent Acid . El 10 de agosto de 2010, Callihan formó parte del Torneo de Título Doce Majestuoso de PWS . En la primera ronda, se unió a Dan Maff para derrotar a Adam Cole y Bandido Jr., y pasó a derrotar a Maff en la segunda.
El 1 de mayo de 2010, Callihan debutó para Evolve en Evolve 3: Rise or Fall en un esfuerzo ganador contra Adam Cole. El 23 de julio, en Evolve 4: Danielson vs Fish, Callihan obtuvo su segunda victoria derrotando a Arik Cannon a través de la sumisión.
El 24 de julio de 2010, Callihan hizo su debut para Dragon Gate USA , perdiendo ante Jimmy Jacobs en un dark match. Después de luchar varios partidos para la promoción durante el resto del año, Callihan se ubicó en su primer ángulo el 3 de abril de 2011, en Open the Ultimate Gate , cuando él y Arik Cannon se fueron en un partido de seis partidos. Más adelante en el evento, Callihan y Cannon anunciaron que estarían formando un equipo llamado DUF (Dirty Ugly Fucks) y derrotaron a The Dark City Fight Club (Jon Davis y Kory Chavis) en su primer partido juntos. 

### Combat Zone Wrestling (2008–2013, 2015-2018)
En la Década de la Destrucción, el décimo aniversario del 14 de febrero de 2009 en Filadelfia, Pensilvania , Callihan derrotó a Jon Dahmer; originalmente se suponía que el partido era Dahmer contra EMO, pero cuando EMO se dirigía hacia el ring, las pantallas de video del Arena mostraban a Callihan discutiendo con la gerencia de CZW y exigiendo un partido por el título. La gerencia rechazó su solicitud y, en cambio, le dijo que si derrotaba a Dahmer podía tener una partida por el título cuando quisiera. Esto llevó a Callihan a atacar a EMO y tomar su lugar en el partido contra Dahmer, que luego ganó luego de una distracción de Jon Moxley.

### WWE (2012–2015)
El 23 de octubre de 2012, Johnston luchó en un dark match para la WWE, en el que fue derrotado por Johnny Curtis. En abril de 2013, se informó que Johnston estaba siendo sometido a exámenes médicos para la empresa, y el 27 de mayo, Dragon Gate USA confirmó que Johnston había firmado con WWE.
El 29 de agosto de 2013, bajo el nuevo nombre de Solomon Crowe, debutó en el sistema de desarrollo NXT de la WWE, con una derrota ante Xavier Woods en un house show. No aparecería en episodios televisados de NXT durante más de un año, en lugar de estar restringido a eventos en vivo o partidos oscuros durante grabaciones de televisión. En un evento en vivo el 6 de diciembre de 2013, Crowe asumió el papel de un pirata informático, utilizando una tableta para tomar el control de las luces de la arena, y atacó a Kalisto. En las grabaciones de la televisión NXT del 28 de febrero de 2014, Crowe derrotó a Sylvester Lefort en lo que habría sido su debut en NXT  pero el combate se eliminó del episodio; se suponía que se emitiría para el 6 de marzo de 2014. En agosto de 2014, Johnston sufrió una tibia astillada durante un partido de equipo con Kalisto contra The Ascension; la lesión no requirió cirugía y pudo regresar al ring en noviembre. A finales de 2014, Crowe luchó en varios combates oscuros en NXT, incluido uno contra el regreso de Brian Kendrick.
Desde el 28 de enero de 2015 de NXT, WWE comenzó a transmitir teasers para el debut televisivo de Crowe. En el episodio del 18 de febrero de NXT, Crowe hizo su debut en televisión, atacando a CJ Parker. El 4 de marzo en NXT, derrotó a Bull Dempsey siendo esta su última lucha en NXT y en la WWE.
El 24 de noviembre de 2015, WWE anunció que Johnston fue despedido de la WWE.

### Regreso al circuito independiente (2015–presente)
El 28 de noviembre de 2015, después de haber sido liberado de la WWE, Johnston regresó al circuito independiente, cambiar de nuevo a su personaje Sami Callihan donde apareció en el evento de Windy City Classic XI de All American Wrestling.
El 4 de diciembre de 2015, regresó a Rockstar Pro Wrestling para enfrentar y derrotar a su viejo amigo Jake Crist en el Killer XMas iPPV.
Callihan regresó a Combat Zone Wrestling en Cage of Death XVII el 12 de diciembre de 2015, derrotando a David Starr.
El 11 de diciembre de 2015, Callihan regresó a Pro Wrestling Guerrilla en la primera noche del evento All-Star Weekend, donde derrotó a Drew Gulak.
Callihan debutó en Progress Wrestling en mayo de 2016 durante el torneo Super Strong Style 16 2016, venció a Matt Cross en la primera ronda y perdió ante Tommy End en los cuartos de final.
El 21 de mayo de 2016, Callihan derrotó a John Skyler para ganar el Premiere Wrestling Xperience World Heavyweight Championship.

### Lucha Underground (2016–2019)
El 10 de enero de 2016, Callihan luchó en un dark match en una grabación de Lucha Underground contra King Cuerno y Flamita. En marzo de 2016, Callihan firmó un acuerdo para aparecer en la tercera temporada de Lucha Underground. Hizo su debut en un segmento en el episodio del 5 de octubre de 2016 de Lucha Underground como el novio de Ivelisse (kayfabe) bajo el nombre de Jeremiah Crane.
La semana siguiente, Crane atacó a Marty Martinez y Mariposa después del combate de Ivelisse. Crane compitió en Aztec Warfare III ingresando al número cuatro, pero fue el primero en ser eliminado por Matanza Cueto. Crane competiría en el torneo Battle of the Bulls, derrotando a Dante Fox, Killshot y Mariposa en la primera ronda.

### New Japan Pro-Wrestling (2017)
El 6 de noviembre de 2017, se anunció Callihan como participante en la New Japan Pro-Wrestling en la World Tag League 2017, donde iba a hacer equipo con Juice Robinson. El equipo, apodado "Death Juice", terminó segundo en su bloque con un récord de cuatro victorias y tres derrotas, y no pudo avanzar a las finales.

### Major League Wrestling (2017-2019)
El 5 de octubre de 2017, Callihan luchó su primera lucha en Major League Wrestling (MLW) en el primer show de MLW desde 2004. En el evento, llamado One Shot, perdió un partido ante Montel Vontavious Porter. Pasó a un importante punto focal de su programa semanal MLW Fusion desde 2018 hasta 2019. En algún momento de 2018, Callihan comenzó a trabajar como agente principal de Major League Wrestling.
En junio de 2019, Callihan en un Loser Leaves MLW perdió contra Mance Warner, dejando la empresa.

### Impact Wrestling (2017–presente)
El 5 de noviembre de 2017, en Bound for Glory, Callihan hizo su debut, interfiriendo en 5150 Street Fight Match por el Campeonato Mundial en Parejas de Impact, ayudando a Ohio Versus Everything (oVe) a retener el título. Callihan y Ohio Versus Everything (oVe) luego se pelearon con The Latin American Xchange venciendo a OVe en un partido de 6 hombres en equipo el 16 de noviembre. En la edición del 14 de diciembre de Impact, Callihan encendería una llama de fuego en la cara de Konnan después de una cumbre cara a cara. Ohio Versus Everything (oVe) luego desafiaría a LAX en una masacre de Barbed Wire en la que perdieron la partida y así terminó la pelea.
El 29 de octubre de 2019, Callihan derrotó a Brian Cage en un Steel Cage Match para ganar el Campeonato Mundial Impact por primera vez en su carrera.

## En lucha
- Movimientos finales
  - Como Sami Callihan/Jeremiah Crane
  - Cactus Special (Pulling piledriver)
    - Cranial Contusion (Double underhook piledriver)
    - Headlock driver[12][13]
    - Stretch Muffler (Over-the-shoulder single leg Boston crab);[14][12][13] often preceded by a sitout powerbomb[13][15]

  - Como Solomon Crowe
    - Crowe Bar/Stretch Muffler (Over the shoulder single leg Boston crab)[16][17]
    - Pendulum splash[18]
- Movimientos en firma
  - Bicycle kick[19][20][21]
  - Deadlift Saito suplex[13][19]
  - Exploder suplex[13][21]
  - Forearm smash,[12] sometimes to a kneeling opponent
  - Koji clutch[12]
  - Lariat,[12][20] sometimes while springboarding[20][22] or to a seated opponent[14]
  - Sitout powerbomb[13][15]
- Apodos
  - "The DRAW"
  - "The Callihan Death Machine"[23][24][25]
  - "The New Horror"

## Campeonatos y logros

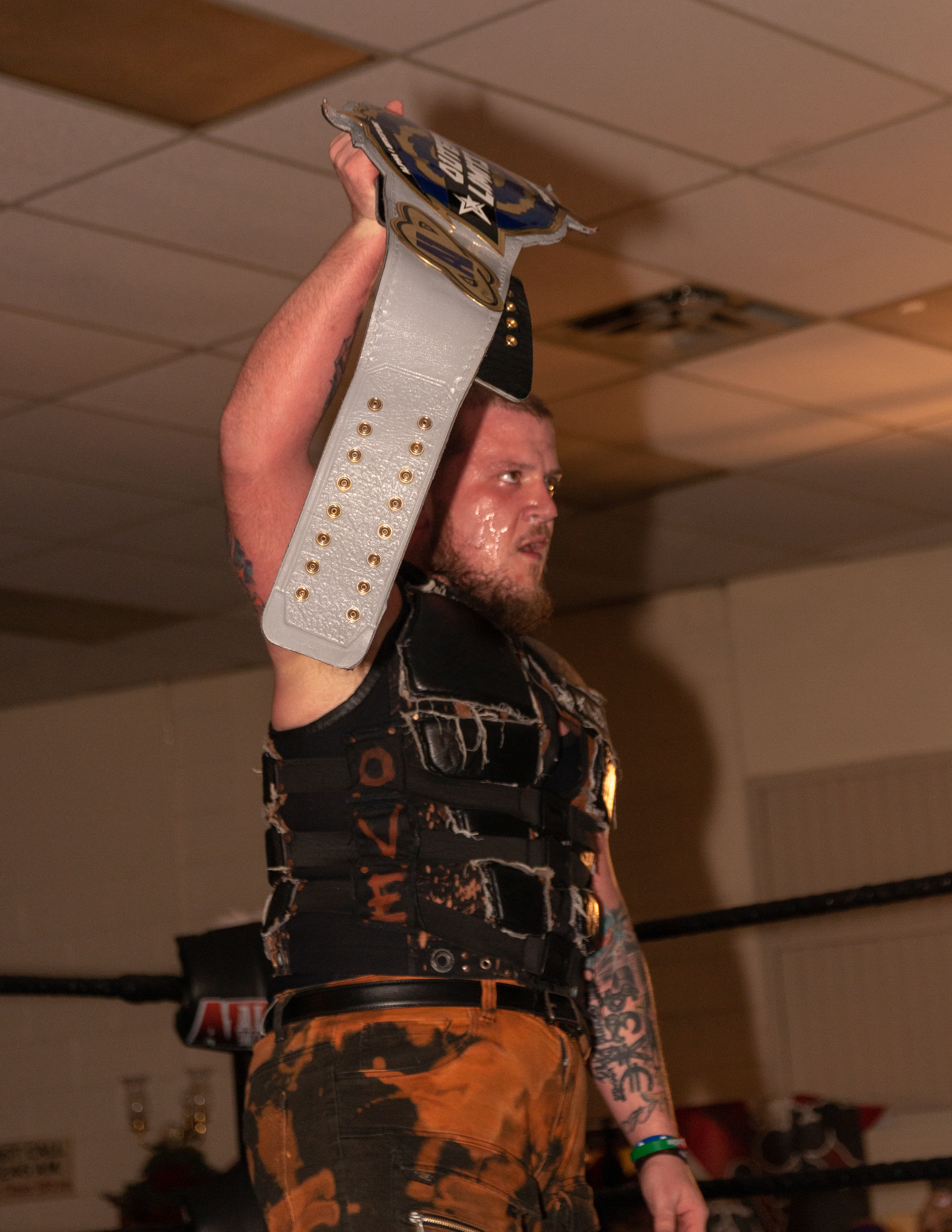
Callihan como el campeón de Alpha-1 Outer Limits

- All American Wrestling / AAW: Professional Wrestling Redefined
  - AAW Heavyweight Championship (3 veces, actual)

- Absolute Intense Wrestling
  - AIW Tag Team Championship (1 vez) – con Matt Riot

- Combat Zone Wrestling
  - CZW Iron Man/New Horror Championship (1 vez)[14]
  - CZW Ultraviolent Underground Championship (1 vez)
  - CZW World Junior Heavyweight Championship (2 veces)
  - Chri$ Ca$h Memorial Battle Royal (2008)[14]
  - CZW Best of the Best XI (2012)[26]

- Dramatic Dream Team/ DDT Pro Wrestling
  - KO-D Openweight Championship (1 vez)

- Full Impact Pro
  - Jeff Peterson Memorial Cup (2010)[27]

- House of Glory Wrestling
  - HOG Crown Jewel Championship (1 vez)

- Insanity Pro Wrestling
  - IPW World Heavyweight Championship (1 vez)[28]
  - IPW Junior Heavyweight Championship (1 vez)

- FEST Wrestling
  - Love Cup (2017) – con Brian Cage[29]

- Fight Club: PRO
  - Fight Club: PRO Championship (1 vez)[30]

- Impact Wrestling
  - Impact World Championship (1 vez)
  - IMPACT Year End Awards (5 veces)
    - Match of the Year (2018) vs. Pentagón Jr. at Slammiversary XVI[31]
    - Moment of the Year (2018) – hitting Eddie Edwards in the face with a baseball bat[32]
    - Wrestler of the Year (2018)[32]
    - Moment of the Year (2019) – winning the World Championship on AXS TV debut[33]
    - Match of the Year (2019) vs. Tessa Blanchard at Slammiversary XVII

- International Wrestling Cartel
  - IWC Super Indy Championship (1 vez)[34]
  - Super Indy XI (2012)[35]

- Jersey All Pro Wrestling
  - JAPW Tag Team Championship (1 vez) – con Chris Dickinson

- Lucha Underground
  - Lucha Underground Trios Championship (1 vez, último) – con Daga & Kobra Moon[36]

- Maryland Championship Wrestling
  - Shamrock Cup (2011)

- NWA Force One Pro Wrestling
  - NWA Force 1 Heavyweight Championship (1 vez)

- Premiere Wrestling Xperience
  - PWX Heavyweight Championship (1 vez)

- Pro Wrestling 2.0
  - PW2.0 Heavyweight Championship (1 vez)

- Pro Wrestling Syndicate
  - PWS Heavyweight Champion (1 vez)[37]

- Rockstar Pro Wrestling
  - Rockstar Pro World Championship (2 veces)

- Squared Circle Wrestling
  - 2CW Heavyweight Championship (1 vez, último)[38]

- Westside Xtreme Wrestling
  - wXw World Tag Team Championship (1 vez) – con Jon Moxley[39]
  - 16 Carat Gold Tournament (2011)[40]

- WrestleCircus
  - WC Sideshow Championship (1 vez)[41]

- Pro Wrestling Illustrated
  - Situado en el Nº430 en los PWI 500 de 2008[42]
  - Situado en el Nº194 en los PWI 500 de 2009[43]
  - Situado en el Nº174 en los PWI 500 de 2010[44]
  - Situado en el Nº187 en los PWI 500 de 2011[45]
  - Situado en el Nº52 en los PWI 500 de 2012[46]
  - Situado en el Nº66 en los PWI 500 de 2013[47]
  - Situado en el Nº250 en los PWI 500 de 2015[48]
  - Situado en el Nº172 en los PWI 500 de 2016[49]
  - Situado en el Nº166 en los PWI 500 de 2017[50]
  - Situado en el Nº121 en los PWI 500 de 2018

### Lucha de Apuestas
| Ganador                   | Perdedor                   | Lugar                            | Evento                                | Fecha                | Notas |
| ------------------------- | -------------------------- | -------------------------------- | ------------------------------------- | -------------------- | ----- |
| Sami Callihan (cabellera) | Pentagón Jr. (campeonato)  | Berwyn, Illinois, Estados Unidos | Jim Lynam Memorial Tournament - Day 2 | 8 de octubre de 2016 |       |
| Rey Fénix (máscara)       | Sami Callihan (campeonato) | Berwyn, Illinois, Estados Unidos | Defining Moment 2017                  | 31 de agosto de 2017 |       |
| Pentagón Jr. (máscara)    | Sami Callihan (cabellera)  | Toronto, Ontario, Canadá         | Slammiversary XVI                     | 22 de julio de 2018  |       |